# Samuel Gottlieb Gmelin
Samuel Gottlieb Gmelin, född 4 juli 1744 i Tübingen, död 27 juli 1774, var en tysk naturforskare, brorson till Johann Georg Gmelin den yngre.

## Biografi
1763, vid arton års ålder, doktorerade Samuel Gottlieb Gmelin i medicinsk vetenskap vid universitetet i Leiden. Därefter började han intressera sig för marin botanik, och utnämndes 1767 till professor i botanik i S:t Petersburg. 
Hans Historia Fucorum (1768), är det första verket i marinbiologi. Samma år det verket publicerades begav han sig på en forskningsresa till södra Ryssland och norra Persien, men tillfångatogs på återvägen av tatarklanen Usmei (1774). Samuel Gottlieb Gmelin dog i fångenskap en vecka innan han skulle fyllt 31, i Derbent i nuvarande Dagestan. 
Förutom att beskriva växter kom han också att beskriva och kategorisera fyra fågelarter, nämligen stäpphök (Circus macrourus) och tallsparv (Emberiza leucocephalos) 1771, svart rödstjärt (Phoenicurus ochruros) 1774 och kaspisk snöhöna (Tetraogallus caspius) 1784. 
Verket Reisen durch Russland utkom efter hans död i 4 band (1774-84) med biografi av Peter Simon Pallas.
Auktorsnamnet S.G.Gmel. kan användas för Samuel Gottlieb Gmelin i samband med ett vetenskapligt namn inom botaniken; se Wikipediaartiklar som länkar till auktorsnamnet.